# Заручевье (Шуваевское сельское поселение)
Заручевье — деревня в Селижаровском муниципальном округе Тверской области, до 2017 года входила в состав Шуваевского сельского поселения.

## География
Деревня расположена на западном берегу озера Волго в 27 км на запад от посёлка Селижарово.

## История
В XIX веке на месте нынешней деревни располагались деревня Ефимово и погост Волго. В 1816 году на погосте Волго была построена каменная Петропавловская церковь с 3 престолами, распространена в 1887 году, метрические книги с 1780 года.
В конце XIX — начале XX века деревня Ефимово с погостом входили в состав Пашутинской волости Осташковского уезда Тверской губернии. 
С 1929 года деревня являлась центром Шуваевского сельсовета Селижаровского района Ржевского округа Западной области, с 1935 года — в составе Калининской области, с 1994 года — в составе Шуваевского сельского округа, с 2005 года — в составе Шуваевского сельского поселения, с 2017 года — в составе Селищенского сельского поселения, с 2020 года — в составе Селижаровского муниципального округа.

## Население
| 1859 | 1889 | 2002 | 2010 |
| ---- | ---- | ---- | ---- |
| 48   | ↘34  | ↘2   | ↘1   |